# HD 107146
HD 107146은 머리털자리 방향으로 약 90 광년 떨어져 있는 항성이다. 겉보기 등급은 +7.028로 맨눈으로는 어두워 볼 수 없다.
이 별의 물리적 수치는 태양과 비슷한데 분광형이 태양과 똑같은 G2V 여서 유사 태양으로 분류할 수 있다. 질량은 태양보다 9 퍼센트 무겁고 반지름은 태양보다 1 퍼센트 작다. 나이는 상대적으로 젊어 약 8,000만 ~ 2억 년으로 보인다. 젊은 별 인 만큼 자전 속도는 3.5일에 한 번 돌 정도로 빠르며 자전축은 시선 방향에 대해 21도(오차범위 +8, -9도) 기울어져 있다.

## 별주위 원반
2003년 천문학자들은 이 별로부터 초과 적외선 현상 및 서브밀리미터 방출 현상 을 관측하여 항성 주위에 별주위 원반이 있음을 알아냈다. 이는 태양과 비슷한 분광형이면서 나이는 매우 젊은 별에서 발견된 것으로는 최초 사례였다. 2004년 허블 우주 망원경은 이 먼지 원반이 항성 주위를 3차원적으로 어떻게 감싸고 있는지 분석해 냈다.
이 별의 별주위 원반 사이즈는 대략 210 x 300 AU 이다. 먼지 원반의 온도는 약 51 K 으로 차갑고 총질량은 지구의 10 퍼센트 정도이다. 원반을 허블우주망원경을 사용하여 서브밀리미터 및 원적외선 파장으로 관측하여 원반은 작은 알갱이로 이루어져 있음을 알아냈다. 원반이 천구면에 대해 25° ± 5° 경사각을 보인다고 가정할 경우 원반은 원형이 아니라 약간 찌그러진 타원 모양을 하고 있을 것이다. 2009년 논문에 따르면 항성으로부터 45~75 천문단위 거리에 행성 하나가 있을 것이다.